# Karikatura

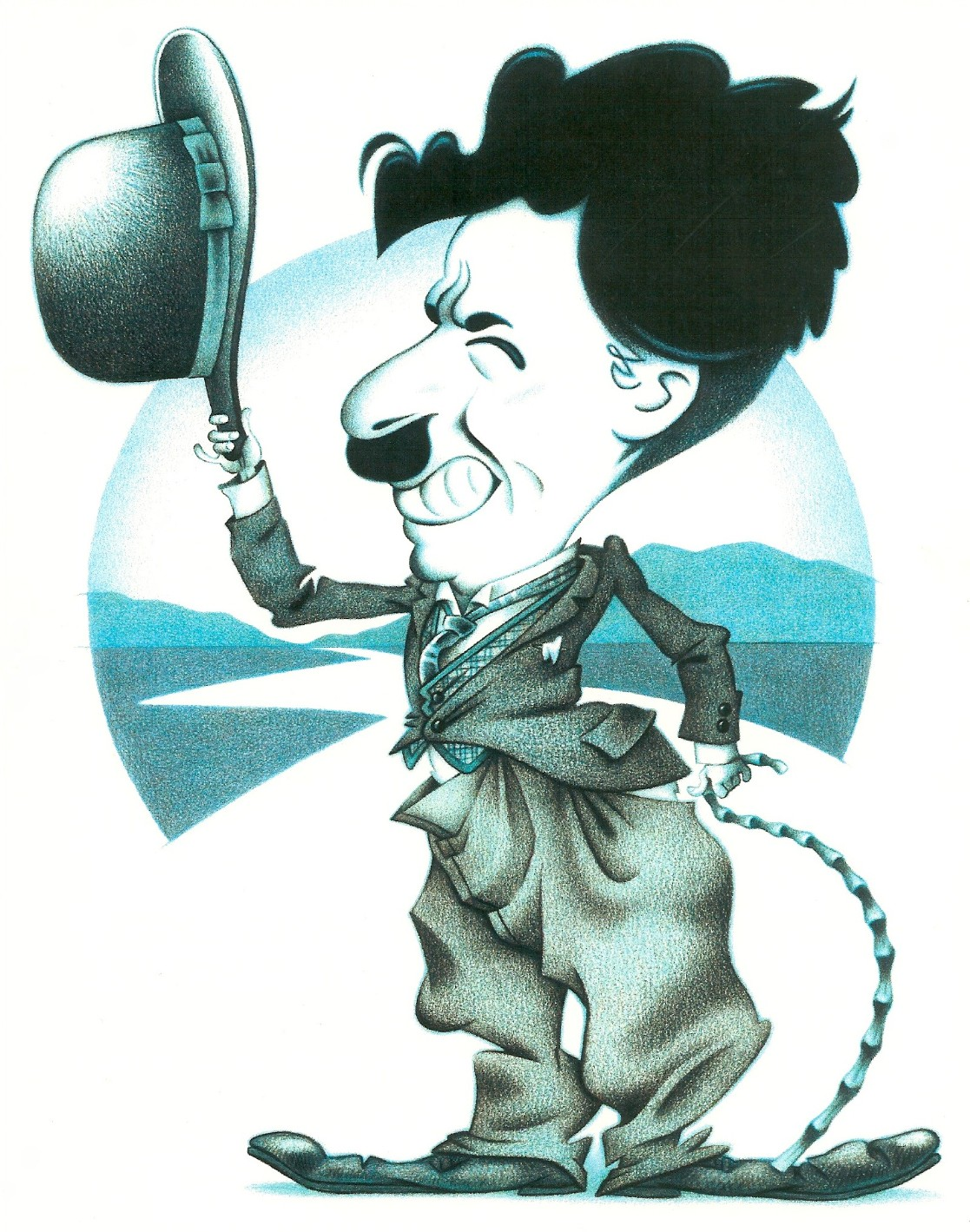
Karikatura Charlieho Chaplina.

Karikatura (popřípadě karikování) je zjednodušené, někdy humorné či komické, jindy satiricky kritické a úmyslně zesměšňující, výtvarné či literární dílo, které značně zvýrazňuje některé tvary obličeje, lidské postavy nebo i nějaké osobní vlastnosti, důležitý povahový rys (či jiné další významné skutečnosti) u zobrazované osoby resp. u karikovaného člověka.

## Charakteristika

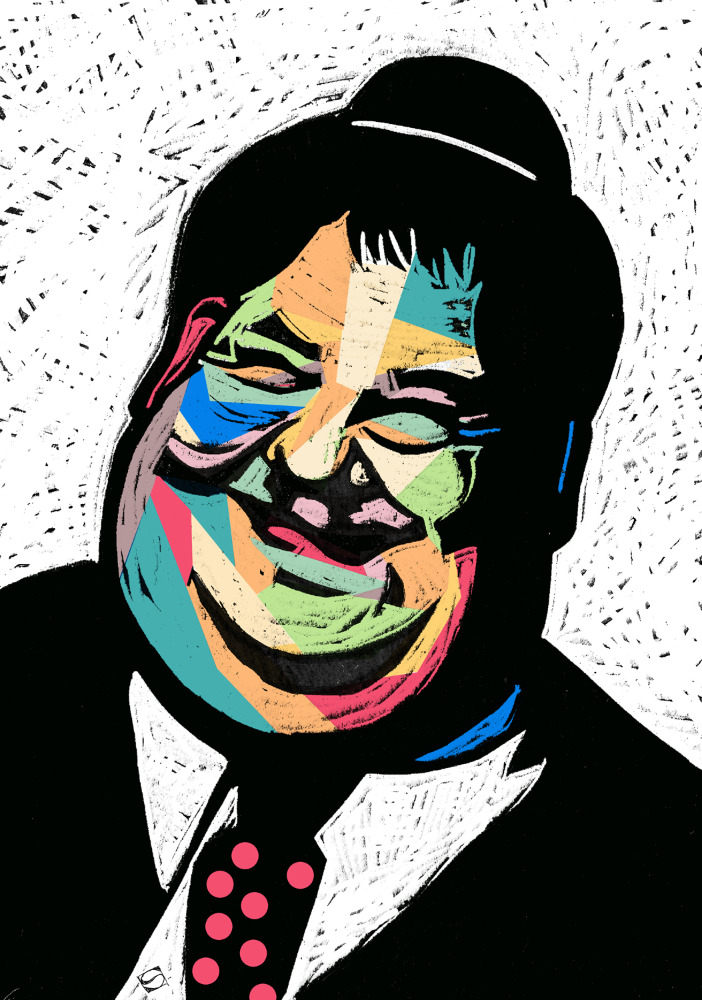
Karikatura Olivera Hardyho

Karikatura (z ital. caricare, přehánět, dělat ostudu) se od všech jiných humoristických žánrů odlišuje nejen svou úmyslně zjednodušenou zkratkovitostí podání, ale především zjevným přeháněním a úmyslným zdůrazňováním vybraných rysů zobrazovaného člověka. Navíc kromě své humorné stránky může být výrazem ostré společenské kritiky, jasného zesměšnění, protestu či odporu vůči příslušné osobě. Svojí povahou má patrně nejblíže k žánru parodie.
Předmětem karikatury bývají nejčastěji osoby veřejně činné a všeobecně známé (například politici, sportovci, umělci apod.). Umělec, který se zabývá karikaturami, je karikaturista. Karikaturisty bývají často i renomovaní výtvarníci a kreslíři-humoristé.
Existuje i přenesený význam[zdroj⁠?!] slova, kdy karikatura je použita jako pejorativum pro nějakou osobu, jež se chová nevhodně, chápe, vyslovuje a interpretuje nesprávně některé jevy a myšlenky apod., jeho použití vždy záleží na celkovém kontextu sdělení.